# Caroline Garcia
Caroline Garcia (ur. 16 października 1993 w Saint-Germain-en-Laye) – francuska tenisistka, zwyciężczyni French Open 2016 i 2022 w deblu oraz pierwsza zawodniczka w historii, która wygrała w jednym sezonie (jesień 2017) oba wielkie turnieje chińskie (Wuhan i Pekin). Triumfatorka kończącego sezon WTA Finals 2022.

## Kariera tenisowa
Pierwszy kontakt z zawodowym tenisem miała w wieku niespełna czternastu lat, w lipcu 2007 roku, biorąc udział w kwalifikacjach do turnieju ITF w Les Contamines. Start zakończył się na pierwszym meczu, który przegrała z Włoszką, Gabriellą Polito. Pierwszy raz w turnieju głównym wystąpiła w maju 2008 roku, w Bournemouth, do którego dostała się z kwalifikacji, a w którym odpadła już w pierwszej rundzie. Pierwsze sukcesy odnotowała we wrześniu 2009 roku na turnieju w portugalskim Espinho. W grze pojedynczej dotarła do półfinału, pokonując w ćwierćfinale Polkę, Weronikę Domagałę, a w grze podwójnej wygrała turniej, partnerując rodaczce Elixane Lechemia.
W lutym 2010 roku, po raz pierwszy w karierze, zagrała (dzięki dzikiej karcie) w kwalifikacjach do turnieju WTA w Paryżu. Trafiła jednak w pierwszej rundzie na dobrze dysponowaną Renatę Voracovą i przegrała 2:6, 4:6. W maju tego samego roku ponownie z dziką kartą wystąpiła w kwalifikacjach do wielkoszlemowego Roland Garros, ale i tym razem odpadła w pierwszej rundzie, przegrywając z Martą Domachowską. W lipcu dotarła do finału turnieju ITF w Aschaffenburgu, pokonując po drodze takie zawodniczki jak Elise Tamaëla i Irena Pavlovic a przegrywając w finale z Rumunką Mădăliną Gojnea.
Na początku 2011 roku odniosła swój największy jak dotąd sukces w karierze, osiągając drugą rundę Australian Open. Wystąpiła tam dzięki dzikiej karcie, gdzie w pierwszej rundzie pokonała Varvarę Lepczenko, a w drugiej pokonana została przez Ayumi Moritę. Dobry występ w styczniu Australian Open i półfinał turnieju ITF w Pelham na przełomie marca i kwietnia, pozwoliły jej na osiągnięcie drugiej setki światowego rankingu WTA i 11 kwietnia 2011 roku tenisistka osiągnęła 188. miejsce tego rankingu. W maju 2011 roku, grającą z dziką kartą Garcia, osiągnęła drugą rundę French Open 2011. W swoim pierwszym meczu, Francuzka pokonała Zuzanę Ondráškovą. W drugiej rundzie musiała jednak uznać wyższość Marii Szarapowej.
W 2013 roku razem z Jarosławą Szwiedową odniosła triumf w zawodach kategorii WTA 125K series w Tajpej. W finale pokonały parę Anna-Lena Friedsam–Alison Van Uytvanck 6:3, 6:3.
W sezonie 2014 awansowała do finałów turnieju w Bogocie w obu konkurencjach. W grze pojedynczej pokonała w nim Jelenę Janković 6:3, 6:4. W grze podwójnej razem z Larą Arruabarreną wygrały z Vanią King oraz Chanelle Scheepers wynikiem 7:6(5), 6:4. Następnie osiągnęła jeszcze trzy finały rozgrywek deblowych w sezonie – w Wuhanie, Linzu i Moskwie. W pierwszym z nich razem z Carą Black przegrały 4:6, 7:5, 10–12 z Martiną Hingis i Flavią Pennettą. W Austrii wspólnie z Anniką Beck uległy parze Raluca Olaru–Ana Tatiszwili wynikiem 2:6, 1:6. W ostatnim finale, w którym partnerowała Francuzce Arantxa Parra Santonja, debel przegrał 3:6, 5:7 z Hingis i Pennettą.
W styczniu 2015 Garcia osiągnęła finał zawodów deblowych w Brisbane, w parze z Katariną Srebotnik ulegając 2:6, 5:7 Martinie Hingis i Sabine Lisicki. Na przełomie lutego i marca została finalistką dwóch turniejów singlowych, w Acapulco i Monterrey, dwukrotnie przegrywając w finale z Timeą Bacsinszky. Pod koniec kwietnia w Stuttgarcie Garcia razem ze Srebotnik osiągnęły finał zawodów gry podwójnej, jednakże zakończył się on ich porażką wynikiem 4:6, 3:6 z parą Bethanie Mattek-Sands–Lucie Šafářová. Pod koniec czerwca duet zwyciężył w zawodach Eastbourne, wygrywając w nich z Chan Yung-jan i Zheng Jie 7:6(5), 6:2.
W sezonie 2016 Francuzka w duecie z Mladenovic wygrały kwietniowe zawody w Charleston i Stuttgarcie z cyklu WTA Premier, w drugim z nich pokonując utytułowane Martinę Hingis i Sanię Mirza. Ten sam duet para pokonała w finale turnieju rangi WTA Premier Mandatory w Madrycie, wygrywając 6:4, 6:4. W maju Garcia zwyciężyła w rozgrywkach singlowych w Strasburgu, pokonując w meczu mistrzowskim Mirjanę Lučić-Baroni 6:4, 6:1. Garcia z Mladenovic odniosła największy jak dotąd sukces w karierze, zwyciężając w czerwcu w rozgrywkach wielkoszlemowego French Open w grze podwójnej. Miesiąc po wygranej w ojczyźnie zwyciężyła w premierowych zawodach rangi International na Majorce.
W kolejnym roku Francuzka doszła do półfinału w Monterrey i Strasburgu, ćwierćfinału na French Open, półfinału na Majorce i w Båstad oraz ćwierćfinału w Toronto i Tokio. Jesienią triumfowała w Wuhan i Pekinie, wyszła też z fazy grupowej WTA Finals.
W sezonie 2018 Garcia osiągnęła ćwierćfinał w Dosze i Dubaju, półfinał w Stuttgarcie i Madrycie oraz ćwierćfinał w Rzymie, Montrealu i Tokio.
W zawodach cyklu WTA Tour Francuzka wygrała jedenaście turniejów w grze pojedynczej z szesnastu rozegranych finałów, w grze podwójnej natomiast zwyciężyła w siedmiu turniejach z siedemnastu rozegranych finałów. Triumfowała też w jednym turnieju singlowym w cyklu WTA 125K series z dwóch osiągniętych finałów, w deblu zaś wygrała w jednym finale w zawodach tej kategorii.

## Historia występów wielkoszlemowych
Legenda
     W, wygrany turniej
     F, przegrana w finale
     SF, przegrana w półfinale
     QF, przegrana w ćwierćfinale
     xR, przegrana w x rundzie
     Qx, przegrana w x rundzie kwalifikacji
     A, brak startu
     NH, turniej nie odbył się

### Występy w grze pojedynczej
| Australian Open        | A   | A   | 2R  | Q3  | 1R | 1R | 3R | 1R | 3R | 4R | 3R | 2R | 2R | 1R | 4R | 2R | 1R | 0 / 14 | 16 – 14 |  |  |  |  |  |  |  |  |
| French Open            | A   | Q1  | 2R  | 1R  | 2R | 1R | 1R | 2R | QF | 4R | 2R | 4R | 2R | 2R | 2R | 2R |    | 0 / 14 | 18 – 14 |  |  |  |  |  |  |  |  |
| Wimbledon              | A   | A   | Q2  | Q1  | 2R | 3R | 1R | 2R | 4R | 1R | 1R | NH | 1R | 4R | 3R | 2R |    | 0 / 11 | 13 – 11 |  |  |  |  |  |  |  |  |
| US Open                | A   | A   | Q1  | Q2  | 2R | 1R | 1R | 3R | 3R | 3R | 1R | 3R | 2R | SF | 1R | 1R |    | 0 / 12 | 15 – 12 |  |  |  |  |  |  |  |  |
|                        |     |     |     |     |    |    |    |    |    |    |    |    |    |    |    |    |    |        |         |  |  |  |  |  |  |  |  |
| Ranking na koniec roku | 681 | 280 | 146 | 138 | 75 | 38 | 35 | 24 | 8  | 19 | 45 | 43 | 74 | 4  | 20 | 51 |    | 0 / 51 | 62 – 51 |  |  |  |  |  |  |  |  |

### Występy w grze podwójnej
| Australian Open        | A   | A   | A   | A   | A   | 3R | 3R | 3R | SF | A | A   | A   | A   | 2R | A  | QF | A | 0 / 6  | 14 – 6  |  |  |  |  |  |  |  |  |
| French Open            | A   | A   | 1R  | 1R  | 2R  | 1R | 3R | W  | A  | A | A   | A   | A   | W  | A  | A  |   | 2 / 7  | 15 – 5  |  |  |  |  |  |  |  |  |
| Wimbledon              | A   | A   | A   | A   | Q1  | 2R | 2R | QF | A  | A | A   | NH  | 1R  | A  | QF | 3R |   | 0 / 6  | 10 – 6  |  |  |  |  |  |  |  |  |
| US Open                | A   | A   | A   | A   | 2R  | 2R | QF | F  | A  | A | A   | A   | 1R  | QF | A  | A  |   | 0 / 6  | 13 – 6  |  |  |  |  |  |  |  |  |
|                        |     |     |     |     |     |    |    |    |    |   |     |     |     |    |    |    |   |        |         |  |  |  |  |  |  |  |  |
| Ranking na koniec roku | 887 | 601 | 309 | 167 | 115 | 26 | 14 | 2  | 73 | – | 247 | 143 | 172 | 26 | 90 | 76 |   | 2 / 25 | 52 – 23 |  |  |  |  |  |  |  |  |

### Występy w grze mieszanej
| Australian Open | A | A | A | A | A  | A | A  | A | A | A | A | A  | A  | A | A | A | A | 0 / 0 | 0 – 0 |  |  |  |  |  |  |  |  |
| French Open     | A | A | A | A | 1R | A | 1R | A | A | A | A | NH | 1R | A | A | A |   | 0 / 3 | 0 – 3 |  |  |  |  |  |  |  |  |
| Wimbledon       | A | A | A | A | A  | A | 2R | A | A | A | A | NH | A  | A | A | A |   | 0 / 1 | 0 – 1 |  |  |  |  |  |  |  |  |
| US Open         | A | A | A | A | A  | A | A  | A | A | A | A | NH | A  | A | A | A |   | 0 / 0 | 0 – 0 |  |  |  |  |  |  |  |  |
|                 |   |   |   |   |    |   |    |   |   |   |   |    |    |   |   |   |   |       |       |  |  |  |  |  |  |  |  |
|                 |   |   |   |   |    |   |    |   |   |   |   |    |    |   |   |   |   | 0 / 4 | 0 – 4 |  |  |  |  |  |  |  |  |

## Finały turniejów WTA
| Legenda                     | Legenda |
| --------------------------- | ------- |
| Wielki Szlem                |         |
| Igrzyska olimpijskie        |         |
| WTA Tour Championships      |         |
| 2009 – 2020                 |         |
| WTA Premier Mandatory       |         |
| WTA Premier 5               |         |
| WTA Premier                 |         |
| WTA International Series    |         |
| WTA 125K series (2012–2020) |         |
| od 2021                     |         |
| WTA 1000 (obowiązkowe)      |         |
| WTA 1000 (nieobowiązkowe)   |         |
| WTA 500                     |         |
| WTA 250                     |         |
| WTA 125                     |         |

### Gra pojedyncza 16 (11–5)
| Końcowy wynik | Nr  | Data                 | Turniej                  | Nawierzchnia  | Przeciwniczka        | Wynik finału        |
| ------------- | --- | -------------------- | ------------------------ | ------------- | -------------------- | ------------------- |
| Zwyciężczyni  | 1.  | 13 kwietnia 2014     | Bogota                   | Ceglana       | Jelena Janković      | 6:3, 6:4            |
| Finalistka    | 1.  | 28 lutego 2015       | Acapulco                 | Twarda        | Timea Bacsinszky     | 3:6, 0:6            |
| Finalistka    | 2.  | 8 marca 2015         | Monterrey                | Twarda        | Timea Bacsinszky     | 6:4, 2:6, 4:6       |
| Zwyciężczyni  | 2.  | 21 maja 2016         | Strasburg                | Ceglana       | Mirjana Lučić-Baroni | 6:4, 6:1            |
| Zwyciężczyni  | 3.  | 19 czerwca 2016      | Santa Ponça              | Trawiasta     | Anastasija Sevastova | 6:3, 6:4            |
| Zwyciężczyni  | 4.  | 30 września 2017     | Wuhan                    | Twarda        | Ashleigh Barty       | 6:7(3), 7:6(4), 6:2 |
| Zwyciężczyni  | 5.  | 8 października 2017  | Pekin                    | Twarda        | Simona Halep         | 6:4, 7:6(3)         |
| Zwyciężczyni  | 6.  | 14 października 2018 | Tiencin                  | Twarda        | Karolína Plíšková    | 7:6(7), 6:3         |
| Finalistka    | 3.  | 25 maja 2019         | Strasburg                | Ceglana       | Dajana Jastremśka    | 4:6, 7:5, 6:7(3)    |
| Zwyciężczyni  | 7.  | 16 czerwca 2019      | Nottingham               | Trawiasta     | Donna Vekić          | 2:6, 7:6(4), 7:6(4) |
| Zwyciężczyni  | 8.  | 25 czerwca 2022      | Bad Homburg vor der Höhe | Trawiasta     | Bianca Andreescu     | 6:7(5), 6:4, 6:4    |
| Zwyciężczyni  | 9.  | 31 lipca 2022        | Warszawa                 | Ceglana       | Ana Bogdan           | 6:4, 6:1            |
| Zwyciężczyni  | 10. | 21 sierpnia 2022     | Cincinnati               | Twarda        | Petra Kvitová        | 6:2, 6:4            |
| Zwyciężczyni  | 11. | 7 listopada 2022     | Fort Worth               | Twarda        | Aryna Sabalenka      | 7:6(4), 6:4         |
| Finalistka    | 4.  | 5 lutego 2023        | Lyon                     | Twarda (hala) | Alycia Parks         | 6:7(7), 5:7         |
| Finalistka    | 5.  | 5 marca 2023         | Monterrey                | Twarda        | Donna Vekić          | 4:6, 6:3, 5:7       |

### Gra podwójna 19 (8–11)
| Końcowy wynik | Nr  | Data                 | Turniej     | Nawierzchnia   | Partnerka              | Przeciwniczki                          | Wynik finału      |
| ------------- | --- | -------------------- | ----------- | -------------- | ---------------------- | -------------------------------------- | ----------------- |
| Zwyciężczyni  | 1.  | 13 kwietnia 2014     | Bogota      | Ceglana        | Lara Arruabarrena      | Vania King Chanelle Scheepers          | 7:6(5), 6:4       |
| Finalistka    | 1.  | 27 września 2014     | Wuhan       | Twarda         | Cara Black             | Martina Hingis Flavia Pennetta         | 4:6, 7:5, 10–12   |
| Finalistka    | 2.  | 12 października 2014 | Linz        | Twarda (hala)  | Annika Beck            | Raluca Olaru Ana Tatiszwili            | 2:6, 1:6          |
| Finalistka    | 3.  | 18 października 2014 | Moskwa      | Twarda (hala)  | Arantxa Parra Santonja | Martina Hingis Flavia Pennetta         | 3:6, 5:7          |
| Finalistka    | 4.  | 10 stycznia 2015     | Brisbane    | Twarda         | Katarina Srebotnik     | Martina Hingis Sabine Lisicki          | 2:6, 5:7          |
| Finalistka    | 5.  | 26 kwietnia 2015     | Stuttgart   | Ceglana (hala) | Katarina Srebotnik     | Bethanie Mattek-Sands Lucie Šafářová   | 4:6, 3:6          |
| Zwyciężczyni  | 2.  | 27 czerwca 2015      | Eastbourne  | Trawiasta      | Katarina Srebotnik     | Chan Yung-jan Zheng Jie                | 7:6(5), 6:2       |
| Finalistka    | 6.  | 16 sierpnia 2015     | Toronto     | Twarda         | Katarina Srebotnik     | Bethanie Mattek-Sands Lucie Šafářová   | 1:6, 2:6          |
| Finalistka    | 7.  | 15 stycznia 2016     | Sydney      | Twarda         | Kristina Mladenovic    | Martina Hingis Sania Mirza             | 6:1, 5:7, 5–10    |
| Finalistka    | 8.  | 20 lutego 2016       | Dubaj       | Twarda         | Kristina Mladenovic    | Chuang Chia-jung Darija Jurak          | 4:6, 4:6          |
| Zwyciężczyni  | 3.  | 10 kwietnia 2016     | Charleston  | Ceglana        | Kristina Mladenovic    | Bethanie Mattek-Sands Lucie Šafářová   | 6:2, 7:5          |
| Zwyciężczyni  | 4.  | 24 kwietnia 2016     | Stuttgart   | Ceglana (hala) | Kristina Mladenovic    | Martina Hingis Sania Mirza             | 2:6, 6:1, 10–6    |
| Zwyciężczyni  | 5.  | 7 maja 2016          | Madryt      | Ceglana        | Kristina Mladenovic    | Martina Hingis Sania Mirza             | 6:4, 6:4          |
| Zwyciężczyni  | 6.  | 5 czerwca 2016       | French Open | Ceglana        | Kristina Mladenovic    | Jekatierina Makarowa Jelena Wiesnina   | 6:3, 2:6, 6:4     |
| Finalistka    | 9.  | 11 września 2016     | US Open     | Twarda         | Kristina Mladenovic    | Bethanie Mattek-Sands Lucie Šafářová   | 6:2, 6:7(5), 4:6  |
| Finalistka    | 10. | 9 października 2016  | Pekin       | Twarda         | Kristina Mladenovic    | Bethanie Mattek-Sands Lucie Šafářová   | 4:6, 4:6          |
| Zwyciężczyni  | 7.  | 5 czerwca 2022       | French Open | Ceglana        | Kristina Mladenovic    | Coco Gauff Jessica Pegula              | 2:6, 6:3, 6:2     |
| Zwyciężczyni  | 8.  | 25 czerwca 2023      | Berlin      | Trawiasta      | Luisa Stefani          | Kateřina Siniaková Markéta Vondroušová | 4:6, 7:6(8), 10–4 |
| Finalistka    | 11. | 12 stycznia 2024     | Adelaide    | Twarda         | Kristina Mladenovic    | Beatriz Haddad Maia Taylor Townsend    | 5:7, 3:6          |

### Gra mieszana 1 (0–1)
| Końcowy wynik | Nr | Data          | Turniej      | Nawierzchnia | Partner                | Przeciwnicy                | Wynik finału |
| ------------- | -- | ------------- | ------------ | ------------ | ---------------------- | -------------------------- | ------------ |
| Finalistka    | 1. | 14 marca 2024 | Indian Wells | Twarda       | Édouard Roger-Vasselin | Storm Hunter Matthew Ebden | 3:6, 3:6     |

## Finały turniejów WTA 125K series

### Gra pojedyncza 2 (1–1)
| Końcowy wynik | Nr | Data              | Turniej | Nawierzchnia  | Przeciwniczka            | Wynik finału |
| ------------- | -- | ----------------- | ------- | ------------- | ------------------------ | ------------ |
| Zwyciężczyni  | 1. | 15 listopada 2015 | Limoges | Twarda (hala) | Louisa Chirico           | 6:1, 6:3     |
| Finalistka    | 1. | 20 listopada 2016 | Limoges | Twarda (hala) | Jekatierina Aleksandrowa | 4:6, 0:6     |

### Gra podwójna 1 (1–0)
| Końcowy wynik | Nr | Data              | Turniej | Nawierzchnia    | Partnerka           | Przeciwniczki                          | Wynik finału |
| ------------- | -- | ----------------- | ------- | --------------- | ------------------- | -------------------------------------- | ------------ |
| Zwyciężczyni  | 1. | 10 listopada 2013 | Tajpej  | Dywanowa (hala) | Jarosława Szwiedowa | Anna-Lena Friedsam Alison Van Uytvanck | 6:3, 6:3     |

## Występy w Turnieju Mistrzyń

### W grze pojedynczej
| Rok  | Rezultat   | Przeciwniczka   | Wynik            |
| 2017 | Półfinał   | Venus Williams  | 7:6(3), 2:6, 3:6 |
| 2022 | Zwycięstwo | Aryna Sabalenka | 7:6(4), 6:4      |

### W grze podwójnej
| Rok  | Rezultat              | Partnerka           | Przeciwniczki                                                                                           | Wynik                               |
| 2015 | Faza grupowa          | Katarina Srebotnik  | Chan Hao-ching Chan Yung-jan Lucie Šafářová Bethanie Mattek-Sands Garbiñe Muguruza Carla Suárez Navarro | 4:6, 6:7(5) 6:2, 3:0 krecz 5:7, 2:6 |
| 2016 | Półfinał              | Kristina Mladenovic | Lucie Šafářová Bethanie Mattek-Sands                                                                    | 3:6, 5:7                            |
| 2022 | Zawodniczki rezerwowe | Kristina Mladenovic | nie wystąpiły                                                                                           | nie wystąpiły                       |

## Występy w Turnieju WTA Elite Trophy

### W grze pojedynczej
| Rok  | Rezultat     | Przeciwniczka                    | Wynik                   |
| 2016 | Faza grupowa | Johanna Konta Samantha Stosur    | 2:6, 2:6 6:4, 6:3       |
| 2018 | Faza grupowa | Ashleigh Barty Aryna Sabalenka   | 3:6, 4:6 6:4, 6:4       |
| 2023 | Faza grupowa | Beatriz Haddad Maia Madison Keys | 1:6, 6:7(4) 6:3, 7:6(3) |

## Historia występów w turniejach WTA
| W  | = zwycięstwo                   |
| F  | = finał                        |
| SF | = półfinał                     |
| QF | = ćwierćfinał                  |
| xR | = x runda (x – numer rundy)    |
| LQ | = odpadła w kwalifikacjach     |
| A  | = nie uczestniczyła w turnieju |
| NH | = turniej nie odbywał się      |

| a    | Uwzględniono tylko mecze rozegrane w głównej drabince turnieju.                                                                                     |
| b    | Uwzględniono tylko turnieje, w których zawodniczka wystąpiła.                                                                                       |
|      | |
| c    | Statystyki całej kariery uwzględniają wyniki w turniejach WTA, ITF, kwalifikacjach do tych turniejów oraz spotkania rozegrane w Pucharze Federacji. |
|      | |
| Q    | Do turnieju głównego dostała się przez kwalifikacje.                                                                                                |
| P5   | Turniej w danym roku miał rangę WTA Premier 5. |
| P    | Turniej w danym roku miał rangę WTA Premier |
| 1000 | Turniej w danym roku miał rangę WTA 1000. |
| 500  | Turniej w danym roku miał rangę WTA 500. |

### W grze pojedynczej
| Turniej                    | Kategoria do 2020          | 2009                       | 2010                       | 2011                       | 2012                       | 2013                       | 2014                       | 2015                       | 2016                       | 2017                       | 2018                       | 2019                       | 2020                       | 2021                       | 2022                       | 2023                       | 2024                       | 2025                       | Tytuły                     | Z–Pa                       |                            |                            |                            |                            |                            |                            |                            |
| Mistrzostwa kończące sezon | Mistrzostwa kończące sezon | Mistrzostwa kończące sezon | Mistrzostwa kończące sezon | Mistrzostwa kończące sezon | Mistrzostwa kończące sezon | Mistrzostwa kończące sezon | Mistrzostwa kończące sezon | Mistrzostwa kończące sezon | Mistrzostwa kończące sezon | Mistrzostwa kończące sezon | Mistrzostwa kończące sezon | Mistrzostwa kończące sezon | Mistrzostwa kończące sezon | Mistrzostwa kończące sezon | Mistrzostwa kończące sezon | Mistrzostwa kończące sezon | Mistrzostwa kończące sezon | Mistrzostwa kończące sezon | Mistrzostwa kończące sezon | Mistrzostwa kończące sezon | Mistrzostwa kończące sezon | Mistrzostwa kończące sezon | Mistrzostwa kończące sezon | Mistrzostwa kończące sezon | Mistrzostwa kończące sezon | Mistrzostwa kończące sezon | Mistrzostwa kończące sezon |
| -------------------------- | -------------------------- | -------------------------- | -------------------------- | -------------------------- | -------------------------- | -------------------------- | -------------------------- | -------------------------- | -------------------------- | -------------------------- | -------------------------- | -------------------------- | -------------------------- | -------------------------- | -------------------------- | -------------------------- | -------------------------- | -------------------------- | -------------------------- | -------------------------- | -------------------------- | -------------------------- | -------------------------- | -------------------------- | -------------------------- | -------------------------- | -------------------------- |
| WTA Finals                 | WTA Finals                 | A                          | A                          | A                          | A                          | A                          | A                          | A                          | A                          | SF                         | A                          | A                          | NH                         | A                          | W                          | A                          | A                          |                            | 1 / 2                      | 6 – 3                      |                            |                            |                            |                            |                            |                            |                            |
| Turnieje WTA 1000          |                            |                            |                            |                            |                            |                            |                            |                            |                            |                            |                            |                            |                            |                            |                            |                            |                            |                            |                            |                            |                            |                            |                            |                            |                            |                            |                            |
| Dubaj                      | Premier 5/Premier          | A                          | A                          | A                          | P                          | P                          | P                          | 2R                         | P                          | 2R                         | P                          | 2R                         | P                          | 3R                         | 500                        | 2R                         | 1R                         | 1R                         | 0 / 7                      | 5 – 7                      |                            |                            |                            |                            |                            |                            |                            |
| Doha                       | Premier 5/Premier          | NH                         | NH                         | P                          | 2R                         | 1R                         | 2R                         | P                          | 1R                         | P                          | QF                         | P                          | 1R                         | 500                        | 2R                         | 500                        | 1R                         | 2R                         | 0 / 9                      | 5 – 9                      |                            |                            |                            |                            |                            |                            |                            |
| Indian Wells               | Premier Mandatory          | A                          | A                          | A                          | LQ                         | A                          | 2R                         | 4R                         | 1R                         | 4R                         | 4R                         | 2R                         | NH                         | 2R                         | 2R                         | 4R                         | 3R                         |                            | 0 / 10                     | 12 – 10                    |                            |                            |                            |                            |                            |                            |                            |
| Miami                      | Premier Mandatory          | A                          | A                          | A                          | LQ                         | A                          | 3R                         | 2R                         | 3R                         | 2R                         | 2R                         | 4R                         | NH                         | 2R                         | 1R                         | 2R                         | QF                         |                            | 0 / 10                     | 11 – 10                    |                            |                            |                            |                            |                            |                            |                            |
| Madryt                     | Premier Mandatory          | A                          | A                          | A                          | A                          | A                          | QF                         | 3R                         | 2R                         | 1R                         | SF                         | 3R                         | NH                         | A                          | A                          | 3R                         | 3R                         |                            | 0 / 8                      | 14 – 8                     |                            |                            |                            |                            |                            |                            |                            |
| Rzym                       | Premier 5                  | A                          | A                          | A                          | A                          | A                          | A                          | 1R                         | 1R                         | 2R                         | QF                         | 1R                         | 1R                         | 2R                         | A                          | 3R                         | 3R                         |                            | 0 / 9                      | 6 – 9                      |                            |                            |                            |                            |                            |                            |                            |
| Montreal/Toronto           | Premier 5                  | A                          | A                          | A                          | A                          | LQ                         | 2R                         | 1R                         | 1R                         | QF                         | QF                         | 1R                         | NH                         | 1R                         | 1R                         | 2R                         | A                          |                            | 0 / 9                      | 6 – 9                      |                            |                            |                            |                            |                            |                            |                            |
| Cincinnati                 | Premier 5                  | A                          | A                          | A                          | A                          | LQ                         | LQ                         | 3R                         | 1R                         | 1R                         | 3R                         | 1R                         | 2R                         | 2R                         | W                          | 2R                         | A                          |                            | 1 / 9                      | 11 – 8                     |                            |                            |                            |                            |                            |                            |                            |
| Guadalajara                | –                          | Nie rozegrano              | Nie rozegrano              | Nie rozegrano              | Nie rozegrano              | Nie rozegrano              | Nie rozegrano              | Nie rozegrano              | Nie rozegrano              | Nie rozegrano              | Nie rozegrano              | Nie rozegrano              | Nie rozegrano              | Nie rozegrano              | 3R                         | SF                         | 500                        |                            | 0 / 2                      | 4 – 2                      |                            |                            |                            |                            |                            |                            |                            |
| Tokio/ Wuhan               | Premier 5                  | A                          | A                          | A                          | 1R                         | A                          | QF                         | 2R                         | 2R                         | W                          | 2R                         | 2R                         | Nie rozegrano              | Nie rozegrano              | Nie rozegrano              | Nie rozegrano              | A                          |                            | 1 / 7                      | 12 – 6                     |                            |                            |                            |                            |                            |                            |                            |
| Pekin                      | Premier Mandatory          | A                          | A                          | A                          | A                          | LQ                         | 2R                         | 2R                         | 3R                         | W                          | 3R                         | 1R                         | Nie rozegrano              | Nie rozegrano              | Nie rozegrano              | QF                         | A                          |                            | 1 / 7                      | 13 – 6                     |                            |                            |                            |                            |                            |                            |                            |
|                            |                            |                            |                            |                            |                            |                            |                            |                            |                            |                            |                            |                            |                            |                            |                            |                            |                            |                            | 3 / 87                     | 98 – 84                    |                            |                            |                            |                            |                            |                            |                            |

### W grze podwójnej
| Turniej                    | Kategoria do 2020          | 2009                       | 2010                       | 2011                       | 2012                       | 2013                       | 2014                       | 2015                       | 2016                       | 2017                       | 2018                       | 2019                       | 2020                       | 2021                       | 2022                       | 2023                       | 2024                       | 2025                       | Tytuły                     | Z–Pa                       |                            |                            |                            |                            |                            |                            |                            |
| Mistrzostwa kończące sezon | Mistrzostwa kończące sezon | Mistrzostwa kończące sezon | Mistrzostwa kończące sezon | Mistrzostwa kończące sezon | Mistrzostwa kończące sezon | Mistrzostwa kończące sezon | Mistrzostwa kończące sezon | Mistrzostwa kończące sezon | Mistrzostwa kończące sezon | Mistrzostwa kończące sezon | Mistrzostwa kończące sezon | Mistrzostwa kończące sezon | Mistrzostwa kończące sezon | Mistrzostwa kończące sezon | Mistrzostwa kończące sezon | Mistrzostwa kończące sezon | Mistrzostwa kończące sezon | Mistrzostwa kończące sezon | Mistrzostwa kończące sezon | Mistrzostwa kończące sezon | Mistrzostwa kończące sezon | Mistrzostwa kończące sezon | Mistrzostwa kończące sezon | Mistrzostwa kończące sezon | Mistrzostwa kończące sezon | Mistrzostwa kończące sezon | Mistrzostwa kończące sezon |
| -------------------------- | -------------------------- | -------------------------- | -------------------------- | -------------------------- | -------------------------- | -------------------------- | -------------------------- | -------------------------- | -------------------------- | -------------------------- | -------------------------- | -------------------------- | -------------------------- | -------------------------- | -------------------------- | -------------------------- | -------------------------- | -------------------------- | -------------------------- | -------------------------- | -------------------------- | -------------------------- | -------------------------- | -------------------------- | -------------------------- | -------------------------- | -------------------------- |
| WTA Finals                 | WTA Finals                 | A                          | A                          | A                          | A                          | A                          | A                          | RR                         | SF                         | A                          | A                          | A                          | NH                         | A                          | Alt                        | A                          | A                          |                            | 0 / 2                      | 2 – 3                      |                            |                            |                            |                            |                            |                            |                            |
| Turnieje WTA 1000          |                            |                            |                            |                            |                            |                            |                            |                            |                            |                            |                            |                            |                            |                            |                            |                            |                            |                            |                            |                            |                            |                            |                            |                            |                            |                            |                            |
| Dubaj                      | Premier 5/Premier          | A                          | A                          | A                          | P                          | P                          | P                          | SF                         | P                          | QF                         | P                          | A                          | P                          | A                          | 500                        | A                          | QF                         | A                          | 0 / 3                      | 6 – 3                      |                            |                            |                            |                            |                            |                            |                            |
| Doha                       | Premier 5/Premier          | NH                         | NH                         | P                          | A                          | 2R                         | 2R                         | P                          | 2R                         | P                          | A                          | P                          | 1R                         | 500                        | A                          | 500                        | 1R                         | A                          | 0 / 5                      | 2 – 5                      |                            |                            |                            |                            |                            |                            |                            |
| Indian Wells               | Premier Mandatory          | A                          | A                          | A                          | A                          | A                          | A                          | QF                         | A                          | 1R                         | A                          | 1R                         | NH                         | A                          | A                          | A                          | 1R                         |                            | 0 / 4                      | 2 – 4                      |                            |                            |                            |                            |                            |                            |                            |
| Miami                      | Premier Mandatory          | A                          | A                          | A                          | A                          | A                          | A                          | QF                         | 1R                         | A                          | A                          | A                          | NH                         | QF                         | A                          | A                          | A                          |                            | 0 / 3                      | 4 – 3                      |                            |                            |                            |                            |                            |                            |                            |
| Madryt                     | Premier Mandatory          | A                          | A                          | A                          | A                          | A                          | 1R                         | 1R                         | W                          | A                          | A                          | A                          | NH                         | A                          | A                          | A                          | A                          |                            | 1 / 3                      | 5 – 2                      |                            |                            |                            |                            |                            |                            |                            |
| Rzym                       | Premier 5                  | A                          | A                          | A                          | A                          | A                          | A                          | SF                         | QF                         | A                          | A                          | A                          | A                          | 1R                         | A                          | A                          | A                          |                            | 0 / 3                      | 4 – 3                      |                            |                            |                            |                            |                            |                            |                            |
| Montreal/Toronto           | Premier 5                  | A                          | A                          | A                          | A                          | A                          | 2R                         | F                          | QF                         | A                          | A                          | A                          | NH                         | A                          | A                          | 1R                         | A                          |                            | 0 / 4                      | 5 – 4                      |                            |                            |                            |                            |                            |                            |                            |
| Cincinnati                 | Premier 5                  | A                          | A                          | A                          | A                          | A                          | 1R                         | 2R                         | 2R                         | A                          | A                          | A                          | A                          | A                          | 1R                         | 1R                         | A                          |                            | 0 / 5                      | 0 – 5                      |                            |                            |                            |                            |                            |                            |                            |
| Guadalajara                | –                          | Nie rozegrano              | Nie rozegrano              | Nie rozegrano              | Nie rozegrano              | Nie rozegrano              | Nie rozegrano              | Nie rozegrano              | Nie rozegrano              | Nie rozegrano              | Nie rozegrano              | Nie rozegrano              | Nie rozegrano              | Nie rozegrano              | A                          | A                          | 500                        |                            | 0 / 0                      | 0 – 0                      |                            |                            |                            |                            |                            |                            |                            |
| Tokio/ Wuhan               | Premier 5                  | A                          | A                          | A                          | A                          | A                          | F                          | 2R                         | 2R                         | A                          | A                          | QF                         | Nie rozegrano              | Nie rozegrano              | Nie rozegrano              | Nie rozegrano              | A                          |                            | 0 / 4                      | 6 – 4                      |                            |                            |                            |                            |                            |                            |                            |
| Pekin                      | Premier Mandatory          | A                          | A                          | A                          | A                          | A                          | A                          | 2R                         | F                          | A                          | A                          | A                          | Nie rozegrano              | Nie rozegrano              | Nie rozegrano              | 2R                         | A                          |                            | 0 / 3                      | 5 – 3                      |                            |                            |                            |                            |                            |                            |                            |
|                            |                            |                            |                            |                            |                            |                            |                            |                            |                            |                            |                            |                            |                            |                            |                            |                            |                            |                            | 1 / 37                     | 39 – 36                    |                            |                            |                            |                            |                            |                            |                            |

## Finały turniejów rangi ITF
| turnieje z pulą nagród 100 000 $   |
| turnieje z pulą nagród 75/80 000 $ |
| turnieje z pulą nagród 50/60 000 $ |
| turnieje z pulą nagród 25 000 $    |
| turnieje z pulą nagród 15 000 $    |
| turnieje z pulą nagród 10 000 $    |

### Gra pojedyncza 4 (1–3)
| Rezultat     |    | Data       | Turniej        | ($)     | Naw.    | Przeciwniczka        | Wynik         |
| Finalistka   | 1. | 11/07/2010 | Aschaffenburg  | 25 000  | Ceglana | Mădălina Gojnea      | 1:6, 0:6      |
| Finalistka   | 2. | 17/04/2011 | Osprey         | 25 000  | Ceglana | Claire de Gubernatis | 4:6, 4:6      |
| Finalistka   | 3. | 13/08/2011 | Kazań          | 50 000  | Twarda  | Julija Putincewa     | 4:6, 2:6      |
| Zwyciężczyni | 1. | 12/05/2013 | Cagnes-sur-Mer | 100 000 | Ceglana | Maryna Zanewśka      | 6:0, 4:6, 6:3 |

### Gra podwójna 7 (4–3)
| Rezultat     |    | Data       | Turniej       | ($)     | Naw.            | Partnerka          | Przeciwniczki                      | Wynik             |
| Zwyciężczyni | 1. | 27/09/2009 | Espinho       | 10 000  | Ceglana         | Elixane Lechemia   | Mishel Okhremchuk Morgane Pons     | 7:5, 6:1          |
| Finalistka   | 1. | 10/10/2010 | Limoges       | 25 000  | Twarda (hala)   | Claire Feuerstein  | Ludmyła Kiczenok Nadija Kiczenok   | 7:6(5), 4:6, 8–10 |
| Zwyciężczyni | 2. | 15/05/2011 | Saint-Gaudens | 50 000  | Ceglana         | Aurélie Védy       | Anastasija Piwowarowa Olha Sawczuk | 6:3, 6:3          |
| Finalistka   | 2. | 27/11/2011 | Toyota        | 75 000  | Dywanowa (hala) | Michaëlla Krajicek | Makoto Ninomiya Riko Sawayanagi    | walkower          |
| Zwyciężczyni | 3. | 11/10/2012 | Suzhou        | 100 000 | Twarda          | Timea Bacsinszky   | Yang Zhaoxuan Zhao Yi-jing         | 7:5, 6:3          |
| Finalistka   | 3. | 21/10/2012 | Makinohara    | 25 000  | Trawiasta       | Monique Adamczak   | Eri Hozumi Miyu Katō               | 7:6(5), 4:6, 8–10 |
| Zwyciężczyni | 4. | 27/10/2012 | Tajpej        | 25 000  | Twarda          | Chan Chin-wei      | Kao Shao-yuan Lee Hua-chen         | 4:6, 6:4, 10–6    |

## Występy w igrzyskach olimpijskich

### Gra pojedyncza
| Runda                                                                            | Przeciwniczka                       | Wynik            |
| -------------------------------------------------------------------------------- | ----------------------------------- | ---------------- |
|                                                                                  |                                     |                  |
| Letnie Igrzyska Olimpijskie w Rio de Janeiro 2016, reprezentując państwo Francja |                                     |                  |
| I runda                                                                          | Brazylia: Teliana Pereira           | 6:1, 6:2         |
| II runda                                                                         | Wielka Brytania: Johanna Konta [10] | 2:6, 3:6         |
|                                                                                  |                                     |                  |
| Letnie Igrzyska Olimpijskie w Tokio 2020, reprezentując państwo Francja          |                                     |                  |
| I runda                                                                          | Chorwacja: Donna Vekić              | 2:6, 7:6(2), 3:6 |
|                                                                                  |                                     |                  |
| Letnie Igrzyska Olimpijskie w Paryżu 2024, reprezentując państwo Francja [17]    |                                     |                  |
| I runda                                                                          | Rumunia: Jaqueline Cristian         | 7:5, 3:6, 4:6    |

### Gra podwójna
| Runda                                                                            | Partnerka               | Przeciwniczki                             | Wynik             |
| -------------------------------------------------------------------------------- | ----------------------- | ----------------------------------------- | ----------------- |
|                                                                                  |                         |                                           |                   |
| Letnie Igrzyska Olimpijskie w Rio de Janeiro 2016, reprezentując państwo Francja |                         |                                           |                   |
| I runda                                                                          | Kristina Mladenovic [2] | Japonia: Misaki Doi / Eri Hozumi          | 0:6, 6:0, 4:6     |
|                                                                                  |                         |                                           |                   |
| Letnie Igrzyska Olimpijskie w Tokio 2020, reprezentując państwo Francja          |                         |                                           |                   |
| I runda                                                                          | Kristina Mladenovic     | Holandia: Kiki Bertens / Demi Schuurs [3] | 6:7(4), 7:5, 9–11 |
|                                                                                  |                         |                                           |                   |
| Letnie Igrzyska Olimpijskie w Paryżu 2024, reprezentując państwo Francja         |                         |                                           |                   |
| I runda                                                                          | Diane Parry             | Holandia: Arantxa Rus / Demi Schuurs      | 6:7(2), 6:3, 10–4 |
| II runda                                                                         | Diane Parry             | Włochy: Sara Errani / Jasmine Paolini [3] | 7:5, 3:6, 8–10    |

### Gra mieszana
| Runda                                                                            | Partner                | Przeciwnicy                                 | Wynik          |
| -------------------------------------------------------------------------------- | ---------------------- | ------------------------------------------- | -------------- |
|                                                                                  |                        |                                             |                |
| Letnie Igrzyska Olimpijskie w Rio de Janeiro 2016, reprezentując państwo Francja |                        |                                             |                |
| I runda                                                                          | Nicolas Mahut [1]      | Brazylia: Teliana Pereira / Marcelo Melo    | 6:7(4), 6:7(1) |
|                                                                                  |                        |                                             |                |
| Letnie Igrzyska Olimpijskie w Paryżu 2024, reprezentując państwo Francja         |                        |                                             |                |
| I runda                                                                          | Édouard Roger-Vasselin | Japonia: Ena Shibahara / Kei Nishikori [PR] | 4:6, 6:3, 7–10 |

## Finały juniorskich turniejów wielkoszlemowych

### Gra pojedyncza (1)
| Końcowy wynik | Rok  | Turniej | Nawierzchnia | Przeciwniczka | Wynik finału |
| Finalistka    | 2011 | US Open | Twarda       | Grace Min     | 5:7, 6:7(3)  |